# Taznatit jezik
Taznatit jezik (ISO 639-3: grr), jedan od četiri mzab-wargla jezika, šire zenatske skupine berberskih jezika, kojim govori 40 000 ljudi (1995) u blizini Timimouna, u alžirskoj provinciji Adrar.
Srodni su mu jezici tumzabt [mzb], tagargrent [oua] i temacine tamazight [tjo]. Postoje dva dijalekta, gourara (gurara) i touat (tuat, tuwat).

## Vanjske poveznice
- Ethnologue (14th)
- Ethnologue (15th)